# Proprioreceptor

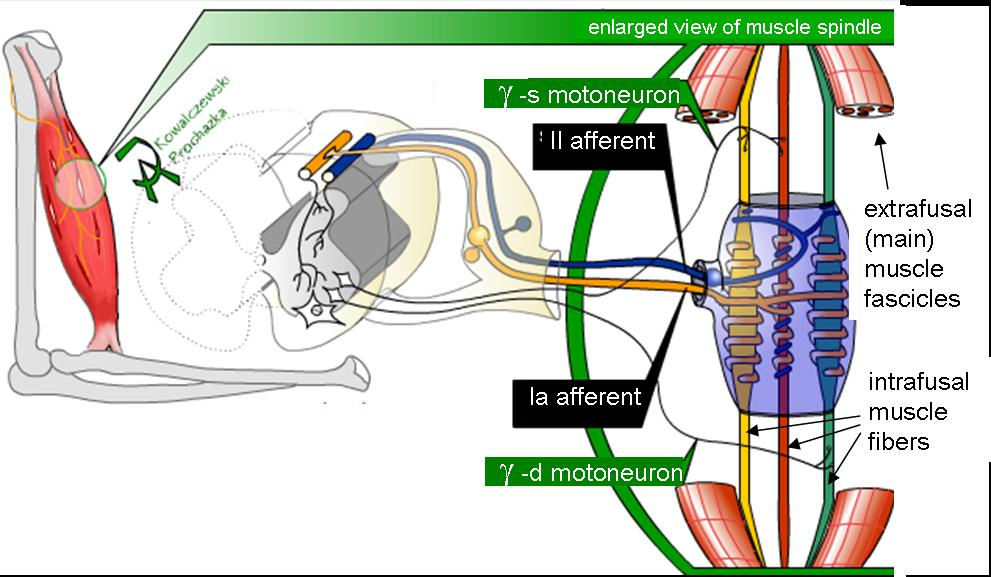
Svalové vřeténko, nákres. Animovaná verze: [http://www.ualberta.ca/~aprochaz/research_interactive_receptor_model.html

Proprioreceptor či proprioceptor (z lat. proprius vlastní a capio, capere přijmout, uchopit) je smyslový receptor, který vnímá polohu a pohyby jednotlivých částí těla; umožňuje propriorecepci či také kinestézii.
Proprioreceptory se nacházejí ve svalech, šlachách a ve vnitřním uchu. V těchto místech se nacházejí různá tělíska, která vnímají napětí svalů, ohyb kloubů a polohu těla. K těmto tělískům patří Golgiho šlachové vřeténko a (nervo)svalové vřeténko.[nedostupný zdroj]
Propriocepce nebo propriorecepce (doslova „cítění z vlastního těla“) je schopnost nervového systému zaznamenat změny vznikající ve svalech a uvnitř těla pohybem a svalovou činností („polohocit“). Propriocepce je nezbytná ke správné koordinaci pohybu, k registraci změny polohy těla, pro svalový tonus, průběh některých reflexů atd. Z proprioreceptorů jsou podněty vedeny a přepojovány v míše, kterou dále vedou zadními provazci do mozečku, thalamu a subkortikálních oblastí.